# Thelma Ritter
Thelma Ritter (New York, 14 febbraio 1902 – New York, 5 febbraio 1969) è stata un'attrice statunitense particolarmente attiva fra gli anni quaranta e gli anni sessanta.
Specializzata in ruoli da caratterista, durante la sua carriera ottenne sei candidature al Premio Oscar senza mai vincerlo. Nel 1958 fu premiata con un Tony Award come migliore attrice per la sua interpretazione nel musical New Girl in Town (andato in scena a Broadway nel 1957).

## Biografia
Nativa del sobborgo di Brooklyn, la Ritter si avvicinò al palcoscenico già al tempo della high school, comparendo in numerose recite scolastiche. Dopo un periodo di studio e apprendistato all'Accademia americana di arti drammatiche nei primi anni quaranta iniziò a lavorare, peraltro senza molto successo, per la radio. Ottenne il primo ruolo di un certo rilievo in campo cinematografico quando era ormai quarantenne, nel film Il miracolo della 34ª strada (1947), cui seguì una parte nel dramma Lettera a tre mogli (1949), diretto da Joseph L. Mankiewicz. In entrambi i film il suo nome non comparve tuttavia nelle locandine.
L'anno successivo Mankiewicz la inserì nel cast di Eva contro Eva (1950), in cui impersonò brillantemente la sagace Birdie Coonan,  cameriera di Margo Channing (Bette Davis). Il ruolo le fruttò la prima candidatura all'Oscar quale miglior attrice non protagonista (altre cinque sarebbero poi seguite) e le assicurò quella popolarità che l'attrice aveva perseguito a lungo. Nel 1954 fu diretta da Alfred Hitchcock in La finestra sul cortile (1954), dove interpretò la sarcastica infermiera Stella, duettando con James Stewart e Grace Kelly in gustose sequenze in cui l'attrice infuse tocchi di macabro umorismo. Sempre con Hitchcock lavorò anche per la televisione, partecipando a diversi telefilm della popolare serie Alfred Hitchcock presenta.
Molto efficace anche nelle interpretazioni brillanti, con spunti comici al limite del sardonico, la Ritter venne scelta, in virtù dei sapienti tempi comici, come spalla di Bob Hope nella cerimonia di consegna dei Premi Oscar 1955. La sua verve comica fu messa in evidenza in diverse commedie, quali Il letto racconta (1959), con Doris Day e Rock Hudson, e Fammi posto tesoro (1963), ancora con Doris Day. All'inizio degli anni sessanta fornì ancora notevoli prove drammatiche nei film Gli spostati (1961) di John Huston, accanto a Marilyn Monroe, Clark Gable e Montgomery Clift, e in L'uomo di Alcatraz (1962) di John Frankenheimer, dove interpretò la madre gretta e infelice del detenuto Robert Stroud (interpretato da Burt Lancaster). La sua ultima apparizione sul grande schermo fu nella commedia Una meravigliosa realtà (1968) di George Seaton, con George Peppard e Mary Tyler Moore. Morì nel 1969 per un infarto, all'età di 66 anni. Fino a poco tempo prima aveva partecipato al The Jerry Lewis Show, regalando momenti di autentica ilarità.

## Filmografia

### Cinema
- Il miracolo della 34ª strada (Miracle on 34th Street), regia di George Seaton (1947) - non accreditata
- Chiamate Nord 777 (Call Northside 777), regia di Henry Hathaway (1948) - non accreditata
- Lettera a tre mogli (A Letter to Three Wives), regia di Joseph L. Mankiewicz (1949) - non accreditata
- Malerba (City Across the River), regia di Maxwell Shane (1949)
- Father Was a Fullback, regia di John M. Stahl (1949)
- Intermezzo matrimoniale (Perfect Strangers), regia di Bretaigne Windust (1950)
- I'll Get By, regia di Richard Sale (1950)
- Eva contro Eva (All About Eve), regia di Joseph L. Mankiewicz (1950)
- La madre dello sposo (The Mating Season), regia di Mitchell Leisen (1951)
- L'affascinante bugiardo (As Young as You Feel), regia di Harmon Jones (1951)
- Mariti su misura (The Model and the Marriage Broker), regia di George Cukor (1951)
- La dominatrice del destino (With a Song in My Heart), regia di Walter Lang (1952)
- Titanic, regia di Jean Negulesco (1953)
- Mano pericolosa (Pickup on South Street), regia di Samuel Fuller (1953)
- The Farmer Takes a Wife, regia di Henry Levin (1953)
- La finestra sul cortile (Rear Window), regia di Alfred Hitchcock (1954)
- Papà Gambalunga (Daddy Long Legs), regia di Jean Negulesco (1955)
- Lucy Gallant, regia di Robert Parrish (1955)
- Anche gli eroi piangono (The Proud and the Profane), regia di George Seaton (1956)
- Un uomo da vendere (A Hole in the Head), regia di Frank Capra (1959)
- Il letto racconta (Pillow Talk), regia di Michael Gordon (1959)
- Gli spostati (The Misfits), regia di John Huston (1961)
- Lo sceriffo in gonnella (The Second Time Around), regia di Vincent Sherman (1961)
- L'uomo di Alcatraz (Birdman of Alcatraz), regia di John Frankenheimer (1962)
- La conquista del West (How the West Was Won), regia di John Ford e Henry Hathaway (1962)
- Per soldi o per amore (For Love or Money), regia di Michael Gordon (1963)
- Il mio amore con Samantha (A New Kind of Love), regia di Melville Shavelson (1963)
- Fammi posto tesoro (More over, Darling), regia di Michael Gordon (1963)
- Boeing Boeing, regia di John Rich (1965)
- New York: ore tre - L'ora dei vigliacchi (The Incident), regia di Larry Peerce (1967)
- Una meravigliosa realtà (What's So Bad About Feeling Good?), regia di George Seaton (1968)

### Televisione
- The 20th Century-Fox Hour – serie TV, episodio 1x05 (1955)
- Alfred Hitchcock presenta (Alfred Hitchcock Presents) – serie TV, episodio 1x32 (1956)
- Telephone Time – serie TV, episodio 2x32 (1957)
- General Electric Theater – serie TV, episodio 8x16 (1960)
- Carovane verso il West (Wagon Train) – serie TV, episodio 6x03 (1962)

## Riconoscimenti

### Premio Oscar
Candidatura all'Oscar alla migliore attrice non protagonista per:
- Eva contro Eva (1950)
- La madre dello sposo (1951)
- La dominatrice del destino (1952)
- Mano pericolosa (1953)
- Il letto racconta... (1959)
- L'uomo di Alcatraz (1962)

La Ritter condivide il record di sei candidature senza vittoria con l'attrice Deborah Kerr e attualmente anche con Amy Adams; più di loro solo Glenn Close e Peter O'Toole detengono il record assoluto con otto candidature senza alcuna vittoria nella categoria attoriale.

### Golden Globe
Candidatura come miglior attrice non protagonista per:
- Eva contro Eva (1950)
- La madre dello sposo (1951)
- Boeing Boeing (1965)

### Emmy Award
Candidatura come migliore attrice non protagonista per Goodyear Television Playhouse (episodio The Catered Affair)

### Tony Award
È stata vincitrice nel 1958 del premio come miglior attrice protagonista per il musical New Girl in Town, portato in scena a Broadway nel 1957 al fianco di Gwen Verdon.

## Doppiatrici italiane
- Franca Dominici ne La madre dello sposo, La finestra sul cortile, Lucy Gallant, L'uomo di Alcatraz, La conquista del West, Fammi posto tesoro, New York: ore tre - L'ora dei vigliacchi
- Wanda Tettoni ne Il miracolo della 34ª strada, Il letto racconta…, Per soldi o per amore, Il mio amore con Samantha, Boeing Boeing
- Tina Lattanzi in Mariti su misura, La dominatrice del destino, Papà Gambalunga
- Rina Morelli in Titanic, Mano pericolosa, Anche gli eroi piangono
- Maria Saccenti in Eva contro Eva
- Lydia Simoneschi in Un uomo da vendere
- Isa Bellini ne La finestra sul cortile (ridoppiaggio)
- Cristina Grado ne Il miracolo della 34ª strada (ridoppiaggio)